# Westerend (Achtkarspelen)
Westerend (Fries: Westerein, [dəvɛstr’ɛ.i ̯n]) is een buurtschap in de gemeente Achtkarspelen, in de Nederlandse provincie Friesland.
De buurtschap ligt ten westen van Drogeham, waarvan het deel uitmaakt. Westerend ligt in een gebied dat als de Westerein werd aangeduid. Vanaf de kerk van Drogeham liep er een pad heen, waaraan enkele huizen stonden. De buurtschap ontstond aan het einde van dat pad. 
Dorpen: Augustinusga · Boelenslaan · Buitenpost · Drogeham · Gerkesklooster · Harkema · Kootstertille · Stroobos · Surhuisterveen · Surhuizum · Twijzel · Twijzelerheide

Buurtschappen: Barghiem · Blauwhuis · Blauwverlaat · Buweklooster · Buwetille · De Kooten · De Laatste Stuiver · Dijkhuizen · Egypte · Gerben Allesverlaat · Hamsterpein · Hamshorn · Hiltjemoeiswouden · Jachtveld · Kortwoude · Kuikhorne (deels) · Lutkepost · Monniketille · Ophuis · Opperkooten · Rohel · Roodeschuur · Surhuizumer Mieden · Uitland · Vierhuizen · Westerend · Wildpad (deels) · Wildveld

Friesland: Steden en dorpen      Nederland: Provincies · Gemeenten